# بیلیگهایم-ینگنهایم
بیلیگهایم-ینگنهایم (به آلمانی: Billigheim-Ingenheim) یک شهر در آلمان است که در زودلیشه واینشتراسه واقع شده‌است. بیلیگهایم-ینگنهایم ۳٬۸۹۹ نفر جمعیت دارد.